# Pangody
Pangody (del ruso: Пангоды) es un asentamiento de tipo urbano del distrito autónomo de Yamalia-Nenetsia en Rusia, con una población en 2008 de 11 104 habitantes.

## Geografía
La localidad se asienta en un terreno de tundra en la Llanura de Siberia Occidental, al norte del círculo polar ártico, a unos 300 km en línea recta al este de Salejard. Está situada en la orilla izquierda del Pravaia Jetta, un afluente del Nadym, dos kilómetros por encima de la confluencia con el arroyo Pangody.
Está dentro del raión de la ciudad de Nadym, que se encuentra a unos 100 km al sudoeste.

## Historia
La ciudad fue establecida en 1971 en relación con el descubrimiento y los inicios de la explotación del yacimiento de gas natural de Medvezhe (Медвежье) y la construcción de gaseoducto relacionada con el mismo. El nombre de la localidad viene del arroyo vecino, y en idioma nenezo significa "pie de la colina".
En 1979 le fue otorgado el estatus de asentamiento de tipo urbano.

## Demografía
| 1989   | 2002   | 2008   |
| ------ | ------ | ------ |
| 12.635 | 10.868 | 11.104 |

## Industria e Infraestructura
Existen en la localidad centros de estudio relacionados con la industria del gas natural, en especial para los gaseoductos que pasan por ella, tanto para el mantenimiento como para operarlos.
Se encuentra en el kilómetro 167 de la línea ferroviaria Korotchaevo-Novi Urengoi-Stary Nadym, parte del distrito de la ciudad de Nadym, en el margen derecho del río Nadym. Es un tramo del Ferrocarril Salejard-Igarka, un proyecto construido en algunas partes, abandonado en 1953 tras la muerte de Stalin. Depende actualmente de los Ferrocarriles de Yamalia (Ямальские железные дороги, Yamalskie zheleznie dorogi), filial de los Ferrocarriles rusos y de Gazprom. Desde Novi Urengói hay servicio de pasajeros, en dirección a Nadym solo hay tráfico de mercancías.
Está conectada con la carretera que va de Novi Urengoi a Nadym, solo utilizable en los meses de helada. No está asfaltada de aquí hacia el oeste. En las proximidades cuenta con un aeródromo que efectúa conexiones locales.